# Aeropuerto Internacional de Gimhae
El Aeropuerto Internacional de Gimhae (anteriormente Aeropuerto Internacional Kimhae) (IATA: PUS, OACI: RKPK) está ubicado al oeste de Busan en Corea del Sur. Fue inaugurado en 1976. Una nueva terminal internacional fue inaugurada el 31 de octubre de 2007. El Aeropuerto Internacional Gimhae es la base de operaciones principal de Air Busan

## Aerolíneas y destinos

### Destinos nacionales
| Ciudad | Nombre del aeropuerto               | Aerolíneas                            | Aeronaves      | Frecuencias semanales |
| ------ | ----------------------------------- | ------------------------------------- | -------------- | --------------------- |
| Jeju   | Aeropuerto Internacional de Jeju    | Air Busan Jeju Air Jin Air Korean Air | A32x B737 B7x7 |                       |
| Seúl   | Aeropuerto Internacional de Gimpo   | Air Busan Korean Air                  | A32x           |                       |
| Seúl   | Aeropuerto Internacional de Incheon | Asiana Airlines Korean Air            |                |                       |

### Destinos internacionales
| Ciudades por países      | Nombre del aeropuerto                       | Aerolíneas                                                          | Aeronaves | Frecuencias semanales |      |
| Asia                     | Asia                                        | Asia                                                                | Asia      | Asia                  | Asia |
| ------------------------ | ------------------------------------------- | ------------------------------------------------------------------- | --------- | --------------------- | ---- |
| China                    |                                             |                                                                     |           |                       |      |
| Cantón                   | Aeropuerto Internacional de Cantón          | Asiana Airlines                                                     |           |                       |      |
| Hangzhou                 | Aeropuerto Internacional Xiaoshan           | Air China Asiana Airlines                                           |           |                       |      |
| Pekín                    | Aeropuerto Internacional de Pekín           | Air China Asiana Airlines Korean Air                                |           |                       |      |
| Qingdao                  | Aeropuerto Internacional de Qingdao-Liuting | Korean Air Shandong Airlines                                        |           |                       |      |
| Shanghái                 | Aeropuerto Internacional de Pudong          | Asiana Airlines China Eastern Airlines Korean Air Shanghai Airlines |           |                       |      |
| Shenyang                 | Aeropuerto Internacional Taoxian            | China Southern Airlines                                             |           |                       |      |
| Weihai                   | Aeropuerto Internacional de Weihai          | Asiana Airlines                                                     |           |                       |      |
| Xi'an                    | Aeropuerto Internacional de Xi'an-Xianyang  | Korean Air (Estacional)                                             |           |                       |      |
| Filipinas                |                                             |                                                                     |           |                       |      |
| Cebú                     | Aeropuerto Internacional de Mactán-Cebú     | Cebu Pacific                                                        |           |                       |      |
| Manila                   | Aeropuerto Internacional Ninoy Aquino       | Asiana Airlines Korean Air Philippine Airlines                      |           |                       |      |
| Hong Kong                |                                             |                                                                     |           |                       |      |
| Hong Kong                | Aeropuerto Internacional de Hong Kong       | Korean Air                                                          |           |                       |      |
| Japón                    |                                             |                                                                     |           |                       |      |
| Fukuoka                  | Aeropuerto de Fukuoka                       | Asiana Airlines Korean Air                                          |           |                       |      |
| Nagoya                   | Aeropuerto Internacional Chūbu Centrair     | Korean Air                                                          |           |                       |      |
| Osaka                    | Aeropuerto Internacional de Kansai          | Asiana Airlines Japan Airlines Korean Air                           |           |                       |      |
| Sapporo                  | Nuevo Aeropuerto de Chitose                 | Korean Air                                                          |           |                       |      |
| Tokio                    | Aeropuerto Internacional de Narita          | Japan Airlines Korean Air                                           |           |                       |      |
| Laos                     |                                             |                                                                     |           |                       |      |
| Vientián                 | Aeropuerto Internacional Wattay             | Lao Airlines                                                        |           |                       |      |
| Rusia                    |                                             |                                                                     |           |                       |      |
| Yuzhno-Sajalinsk         | Aeropuerto de Yuzhno-Sajalinsk              | Aurora                                                              |           |                       |      |
| Tailandia                |                                             |                                                                     |           |                       |      |
| Bangkok                  | Aeropuerto Internacional Suvarnabhumi       | Korean Air Thai Airways International                               |           |                       |      |
| Vietnam                  |                                             |                                                                     |           |                       |      |
| Ciudad Ho Chi Minh       | Aeropuerto Internacional de Tan Son Nhat    | Vietnam Airlines                                                    |           |                       |      |
| Hanói                    | Aeropuerto Internacional de Nội Bài         | Korean Air Vietnam Airlines                                         |           |                       |      |
| Europa                   |                                             |                                                                     |           |                       |      |
| Finlandia                |                                             |                                                                     |           |                       |      |
| Helsinki                 | Aeropuerto de Helsinki-Vantaa               | Finnair                                                             | A3x0      |                       |      |
| Oceanía                  |                                             |                                                                     |           |                       |      |
| Islas Marianas del Norte |                                             |                                                                     |           |                       |      |
| Saipán                   | Aeropuerto Internacional de Saipán          | Asiana Airlines                                                     |           |                       |      |

## Estadísticas

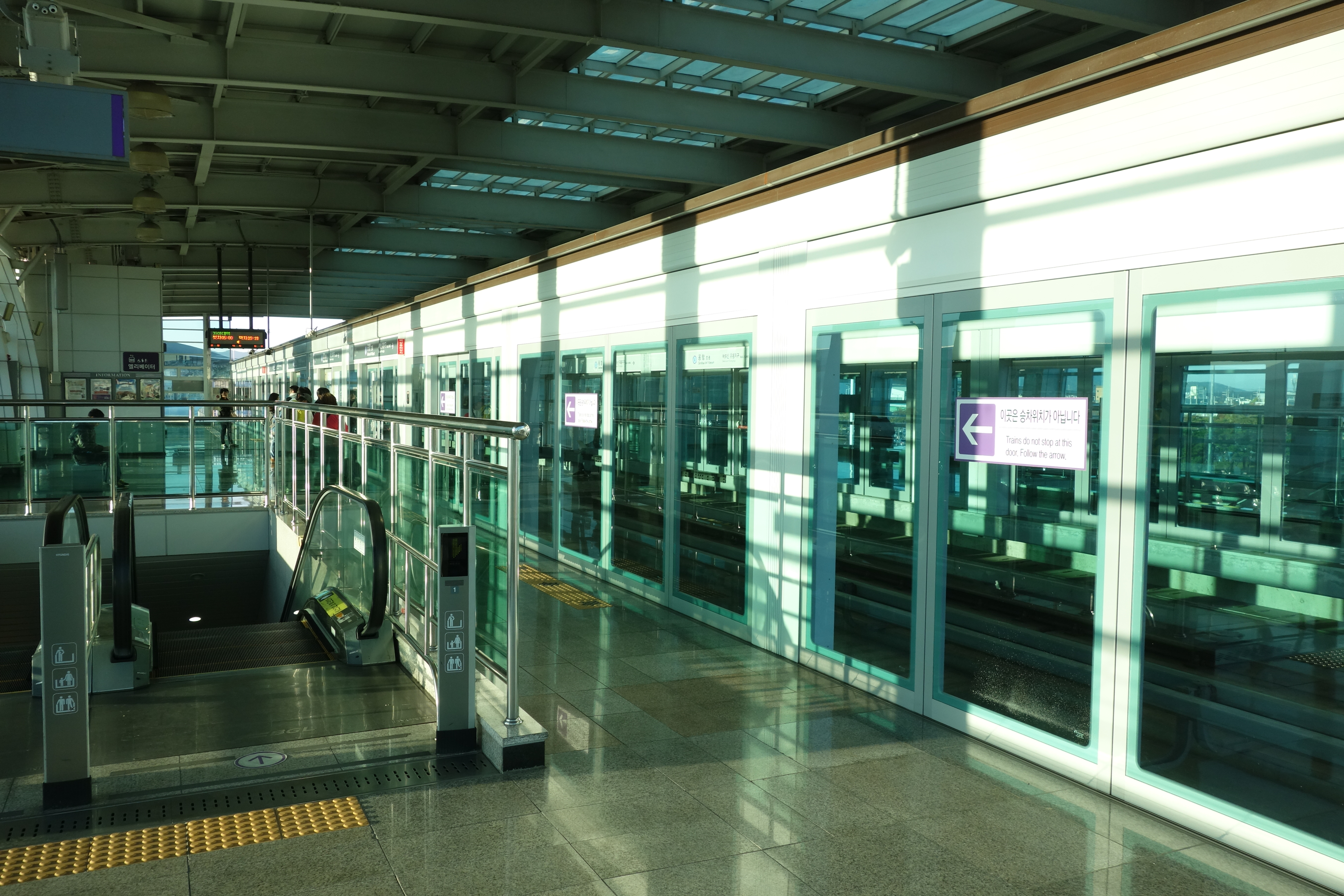
Estación del aeropuerto

Mapa del Metro de Busan

Ver fuente y consulta Wikidata.

## Transporte terrestre
La línea de Metro ligero Busan-Gimhae, previsto para 2010, conecta el aeropuerto con la red de Metro de Busan y el centro de la ciudad de Gimhae.

## Incidentes y accidentes
- El 31 de enero de 2001: El vuelo 958 de Japan Airlines procedente del Aeropuerto Internacional Narita y con destino a Busan, estuvo próximo a colisionar con otro avión de Japan Airlines. El otro avión, un Boeing 747, de repente se desvió y se encontró con el DC-10 procedente de Narita. Véase Incidente aéreo de Japan Airways de 2001
- El 15 de abril de 2002, un Boeing 767-200ER, que operaba como Vuelo 129 de Air China de Pekín a Busan, se estrelló en una colina mientras intentaba aterrizar en Gimhae durante una dura meteorología, matando a 128 de las 166 personas a bordo.
- El 12 de agosto de 2007, a las 9:37 hora local, un Bombardier Dash 8 Q400, operado por Jeju Air, se salió de pista en el Aeropuerto Internacional de Gimhae, Busan, hiriendo a seis personas y dañando el avión, especialmente la hélice izquierda.[3][4]